# Storfyrstendømmet Litauen
Storfyrstendømmet Litauen (rutensk Великое князство Литовъское, litauisk: Lietuvos Didžioji Kunigaikštystė, hviderussisk: Вялікае Княства Літоўскае, polsk: Wielkie Księstwo Litewskie) var en østeuropæisk stat fra 1200-tallet til 1795. Staten blev grundlagt af litauere, som var en baltisk stamme fra Aukštaitija, den sydøstlige del af det nuværende Litauen. Storfyrstendømmet Litauen blev senere udvidet til at omfatte store dele af det tidlige Kijevrige og slaviske lande, så dets territorium dækkede hele det nuværende Litauen, Hviderusland og Ukraine samt dele af Letland, Moldavien, Polen og Rusland. Storfyrstendømmet havde sin største udstrækning i 1400-tallet, hvor det var Europas største stat. Landet var multietnisk og rummede folk med stor variation i sprog, religion og kultur. I fyrstendømmet talte man normalt rusinsk og andre østslaviske sprog. Man talte også latin, polsk og tysk, dog mest til diplomatiske formål.
Samlingen af landet begyndte i slutningen af 1100-tallet. Mindaugas, som blev dets første regent, blev kronet til konge af Litauen i 1253. Den hedenske stat blev angrebet i de religiøse korstog af blandt andet den Tyske Orden og Den Liviske Orden. Den multietniske og i religiøs henseende mangfoldige stat voksede frem under den senere hersker Gediminas og fortsatte sin ekspansion under hans søn Algirdas. Algirdas' efterfølger Jogaila underskrev Krevo-traktaten i 1386, hvilke førte til to større ændringer: Overgang til katolicismen og oprettelse af en personalunion mellem Storfyrstendømmet Litauen og Kongeriget Polen.
Under Vytautas den Store nåede staten sin største territoriale udstrækning og besejrede den Tyske Orden i Slaget ved Grunwald i 1410, ligesom den litauiske adel voksede frem. Efter hans død forværredes forholdet til Kongeriget Polen, og litauiske adelsslægter, herunder slægten Radziwiłł, forsøgte at bryde personalunionen med Polen. Nederlag i Moskva-Litauen-krigene mod Storfyrstendømmet Moskva betød dog, at unionen blev opretholdt. Ved Lublinunionen i 1569 dannedes en ny stat, den polsk-litauiske realunion. Det var en føderation, hvor Storfyrstendømmet Litauen beholdt sin politiske selvstændighed og havde sin egen regering, love, hær og finansvæsen. Staten mistede dog efterhånden territorier til det ekspanderende Rusland, og efter en række ødelæggende krige deltes staten mellem det Russiske Kejserrige, Preussen og Østrig i 1795.

## Navn på andre sprog
På andre sprog hedder Storfyrstendømmet Litauen:
- gammellitauisk: Didi Kunigiste Letuvos
- litauisk: Lietuvos Didžioji Kunigaikštystė
- rusinsk: Великое князство Литовское, Руское, Жомойтское и иных
- latin: Magnus Ducatus Lituaniae
- hviderussisk: Вялікае Княства Літоўскае eller Рускае, Жамойцкае, (tr. Vialikaje Kniastva Litoŭskaje eller Ruskaje, Žamojckaje)
- ukrainsk: Велике Князівство Литовське eller Руське і Жемайтійське, (tr. Velyke Knyazivstvo Lytovske eller Rus'ke i Žemaytiyske)
- lettisk: Lietuvas Lielkunigaitija eller Lietuvas Lielkņaziste
- polsk: Wielkie Księstwo Litewskie
- estisk: Leedu suurvürstiriik
- tysk: Großfürstentum Litauen
- russisk: Великое Княжество Литовское

Betegnelsen "Storfyrstendømmet" blev anvendt fra 1300-tallet.

## Historie

### Grundlæggelse af staten (1219-1295)
Den første skriftlige henvisning til Litauen blev fundet i Quedlinburg krønikken. Den er dateret til året 1009. Slaviske arkiver har i det 1100-tallet henvist til Litauen som et område, der blev angrebet af russerne. I begyndelsen betalte de hedenske litauere tribut til Polotsk, men senere blev de i stand til at organisere deres egne små angreb. Mellem 1180 og 1183 blev Litauen så stærkt, at det begyndte at planlægge mange militære angreb på de slaviske byer, Polotsk, og endda Pskov. De truede også Novgorod. De pludselige militære succeser gjorde, at Litauen genvandt sin position i Aukštaitija.
Den Liviske Orden og Tyske Orden, blev grundlagt i Riga i 1202 og i Preussen i 1226. De kristne ordner udgjorde en stor trussel mod de hedenske, baltiske stammer og hindrede yderligere udvidelse af staten. I 1219 afslører fredstraktaten med Galicien-Volhynien et tæt samarbejde mellem fyrsterne fra Litauen og fyrsterne fra Žemaitija. Denne traktat blev underskrevet af 21 litauiske fyrster. Blandt dem var 5 fra Aukštaitija (Živinbudas, Daujotas, Vilikaila, Dausprungas og Mindaugas) og adskillige andre fra Žemaitija. Selv om fyrsterne havde kæmpet mod hinanden før, talte de næsten samme dialekt, og de stod sammen ansigt til ansigt mod deres fjender. Sandsynligvis havde fyrst Živinbudas mest at skulle have sagt, eftersom han er nævnt først. Adskillige fyrsterne kom fra samme familie. Den formelle anerkendelse af de forskellige interesser gjorde, at der blev lavet et hierarki, hvorefter Storfyrstendømmet Litauen i slutningen af 1100-tallet blev etableret.

### Det litauiske kongedømme
Fyrst Mindaugas af det sydlige Litauen, var en af fem overordnede fyrster nævnt i traktaten med fyrstendømmet Galicien-Volhynien. Ifølge den livonske rimede krønike fra midten af 1230’erne erhvervede Mindaugas sig overherredømme over hele Litauen. I 1236 slog žemaitijanerne under ledelse af Vykintas Sværdbroderordenen i slaget ved Saule. Ordenen blev efter nederlaget tvunget til sammenslutning med den Tyske Orden i Preussen. Det betød, at Žemaitija, en stribe land, der delte Livland fra Preussen, blev hovedmålet for begge ordener. Slaget gav et afbræk i krigene mod ridderne, som Litauen udnyttede til et angreb på Rutenien og besættelsen af Navahrudak og Grodno.
I 1248 brød en fejde ud mellem Mindaugas og hans nevøer Tautvilas og Edivydas. Den stærke koalition mod Mindaugas bestod af Vykintas, Den Liviske Orden, Danial fra Galicien og Vasilko fra Volhynien. Mindaugas udnyttede de interne konflikter mellem sine modstandere og allierede sig med Den Liviske Orden. Han lovede at konvertere til kristendommen og overdrage landområder i det vestlige Litauen mod at få militær assistance i kampen mod sine nevøer og at blive kronet som konge. I 1251 blev Mindaugas døbt og Pave Innocens IV udstedte en pavelig bulle, der proklamerede dannelsen af kongedømmet Litauen. Efter afslutningen af fejden blev Mindaugas kronet som konge af Litauen den 6. juli 1253. Kroningen var starten på et relativt fredeligt tiår. Mindaugas forsøgte at styrke sin indflydelse i Polotsk, et større handelscenter i Rutenien ved Daugava floden, samt Pinsk i Rutenien. Den Liviske Orden brugte perioden til at styrke sin position i dele af Žemaitija og Livland, men tabte slaget ved Skoudas i det nordvestlige Litauen i 1259 og året efter Slaget ved Durbė i det sydvestlige Letland til Žemaitija. Nederlagene opmuntrede Semigalians og preusserne til at gøre oprør mod ridderne.
Opmuntret af Treniota (Mindaugas nevø) brød Mindaugas freden med den Liviske Orden, faldt tilbage til sin gamle tro og allierede sig med Alexander Nevskij fra Novgorod. Han håbede at kunne samle alle baltiske stammer under litauisk overherredømme. Da den militære offensiv ikke lykkedes, forværredes forholdet mellem Mindaugas og Treniota. Sammen med Daumantas myrdede Treniota Mindaugas og hans to sønner, Ruklys og Rupeikis i 1263.

### Gedimins dynastiet kommer til magten
Fra 1263 til 1269 havde Litauen 3 storfyrster: Treniota, Vaišvilkas og Švarnas, alligevel faldt staten ikke fra hinanden og Traidenis kom til magten i 1269. Han styrkede Litauens kontrol i Sorterusland (nordvestlige del af Hviderusland) og kæmpede mod den Liviske Orden og vandt slaget ved Karuse i 1270 og slaget ved Aizkraukle i 1279. Der er en del usikkerhed om de litauiske storfyrster mellem Traidenis’ død i 1282 og Vytenis’ overtagelse af magten i 1295. I denne periode afsluttede den Liviske Orden sine erobringer. I 1274 afsluttedes den store preussiske opstand og den Tyske Orden fortsatte erobringen af andre baltiske stammer, Nadruvians og Skalvians i 1274-1277 og Yotvingians i 1283. Den Liviske Orden afsluttede erobringen af Semgallen, Litauens sidste baltiske allierede, i 1291. Ordenen kunne nu vende hele opmærksomheden mod Litauen. Bufferzonen bestående af baltiske stammer var nedkæmpet, og Litauen stod alene overfor ordenen.
Vytenis var den første regent fra Gediminids, en slægt som regerede Litauen i flere århundreder. I hans regeringstid var der konstant krig mod den Liviske Orden, Kongedømmet Polen og Ruthenia. Vytenis var involveret i arvefølgestridigheder i Polen, hvor han støttede Boleslaus II af Masovien, som var gift med en litauisk grevinde, Gaudemunda af Litauen. I Rutenien lykkedes det Vytenis at generobre landområder tabt efter mordet på Mindaugas og erobre fyrstendømmerne Pinsk og Turaŭ. I kampene mod den Liviske Orden allierede Vytenis sig med indbyggerne i Riga, sikrede sin position i Riga, styrkede handelsruterne og skabte basis for kommende militære kampagner. Omkring 1307 blev Polotsk, et vigtigt handelscenter i det nordøstlige Hviderusland, annekteret med militær magt. Vytenis påbengyndte også opførelsen af et system af forsvarsanlæg langs Nemunas floden. Lidt efter lidt udviklede dette system sig til hovedforsvaret mod den Liviske Orden.

### Territorial ekspansion
Ekspansionen nåede sit højeste under Gediminas, som skabte en stærk centralregering og etablerede et rige, som senere udvidedes fra Østersøen til Sortehavet. I 1320 var de fleste fyrstedømmer i Vest-Rus (Hviderusland) enten vasaller under Litauen eller annekteret. I 1321 besejrede Gediminas Kijevriget i slaget ved Irpenfloden, og Stanislav af Kijev, den sidste af Rurikslægten, der regerede i Kijev, blev sendt i eksil. Gediminas genetablerede også Vilnius som Litauens permanente hovedstad i, da han, formodentligt i 1323, flyttede fra Senieji Trakai (dansk: Gammel Trakai). Nogle forsker, herunder 1500-tallets Maciej Stryjkowski hævder, at Navahrudak nær Grodno var hovedstad i 1200-tallet.
Litauen var i en ideel position til at overtage den vestlige og sydlige del af Kijevriget. Mens så godt som alle andre nabostater var blevet plyndret og havde lidt nederlag til Den Gyldne Horde, var mongolerne aldrig nået så langt nord på som Litauen. Deres Horder stoppede på grænsen til det moderne Hviderusland og de fleste områder i Storfyrstendømmet Litauen forblev urørte. Litauens ekspansion blev fremmet af den svage kontrol, mongolerne havde over områderne, de havde besejret. Kijevrigets fyrster blev aldrig integreret i Den Gyldne Horde, men forblev vasalstater med en stor grad af uafhængighed. Litauens fremvækst kom på et ideelt tidspunkt, da de kunne ekspandere uden at møde nævneværdig modstand i områder befolket af Østslaverne og kun begrænset modstand fra mongolerne.
Den litauiske stat var ikke alene baseret på militær aggression. Dens eksistens var i ligeså høj grad afhængig af diplomati som våben. De fleste byer blev ikke nedkæmpet i slag, men enedes gennem forhandling i at blive vasaller under Litauen. Eftersom de fleste af byerne allerede var vasaller under Den Gyldne Horde eller storfyrsten af Moskva, var beslutningen ikke et valg om opgivelse af selvstændigheden, men et valg om udskiftning af én herre med en anden. Dette var bl.a. tilfældet med Novgorod, som ofte kom under den litauiske indflydelsessfære og ved flere tilfælde var underlagt Litauen. Således var litauisk kontrol ofte et udtryk for interne modsætninger i byen, som forsøgte at undgå kontrol fra Storfyrstendømmet Moskva. Imidlertid var denne metode til statsdannelse ustabil. Forandringer af de interne politiske modsætninger i byen kunne trække den ud af litauisk kontrol. Dette skete en række gange med Novgorod og andre østslaviske byer.

### Union med Polen
Litauen blev kristnet i 1387. Kristningen blev ledt af Jogaila, som personligt oversatte kristne bønner til litauisk. Unionen nåede sit højeste under Vytautas den Store, som regerede fra 1392 til 1430. Vytautas var en af de mest berømte herskere af storfyrstendømmet. Han var storfyrste fra 1401 til 1430 og var tidligere prins af Grodno 1370 til 1382 og prins af Lutsk fra 1387 til 1389. Vytautas var søn af Kęstutis, fætter til Jogaila, som blev konge af Polen 1386 og bedstefar til Vasili II af Moskva. I 1410 kommanderede Vytautas selv storfyrstendømmets styrker i slaget ved Grunwald. Slaget endte med en afgørende polsk-litauisk sejr over den Tyske Orden.
Vytautas støttede den økonomiske udvikling af staten og gennemførte en række reformer. Under hans regeringsperiode blev storfyrstendømmet mere centraliseret efterhånden som guvernører, loyale over for Vytautas, erstattede prinser med familiemæssige bånd til tronen. Guvernørerne var rige jordbesiddere, som kom til at udgøre basis for den litauiske adel, og slægterne Radziwiłł og Goštautas begyndte at vinde indflydelse.
Den hurtige udvidelse af Moskvas indflydelse medførte snart en rivalisering med Litauen, men efter anneksionen af Novgorod i 1478 var Moskva uden tvivl den mest fremtrædende magt i Nordøsteuropa. Efter at have vundet slaget ved Vedrosha i 1550 genvandt Ivan III mellem 1492 og 1508 historiske områder af Kijevriget som Tjernihiv og Brjansk.

### Den polsk-litauiske realunion
Tabet af landområder til Moskva og det fortsatte militære pres truede den litauiske stats overlevelse og tvang Litauen til et stadigt tættere militært samarbejde med Polen. I 1569 oprettedes den polsk-litauiske realunion (også kaldet "Republikken af to Nationer"). Ved oprettelsen af unionen overførtes mange territorier tidligere kontrolleret af Storfyrstendømmet Litauen til Kongeriget Polen også kaldet "Kronen" (polsk: Korona) mens den gradvise polonisering lidt efter lidt sikrede polsk dominans i selve Litauen. Storfyrstendømmet opretholdt mange rettigheder i føderationen: bl.a. egen regering, separat finansvæsen og egen hær indtil vedtagelsen af Tredje Maj-forfatningen af 1791, Polens første grundlov.

### Delingen og Napoleon-perioden
Efter Polens deling blev størstedelen af det tidligere storfyrstendømme direkte annekteret af Det Russiske Kejserrige i stedet for at blive tilknyttet Kongedømmet Polen (de sidste rester i personalunionen med Rusland). I 1812, kort før Napoleons invasion af Rusland, gjorde dele af det tidligere storfyrstendømme oprør mod Rusland. Kort efter sin ankomst til Vilnius proklamerede Napoleon oprettelsen af Litauens provisoriske regeringskommission, som efterfølgende genoprettede Polsk-litauiske union. Imidlertid blev unionen aldrig formaliseret, og kun et halvt år senere blev Napoleons hær presset ud af Rusland og tvunget til at trække sig endnu længere tilbage mod vest. I december 1812 generobrede russiske styrker Vilnius og afsluttede alle planer om genoprettelse af storfyrstendømmet.

## Demografi
Litauernes hjemland, Fyrstendømmet Litauen, var kernen i Storfyrstendømmet Litauen. Ved dannelsen af Storfyrstendømmet Litauen udgjorde litauere 70 % af befolkningen. Med overtagelsen af ruthenske territorier udgjorde litauere 50 % og senere 30 % af den samlede befolkning. Da Storfyrstendømmet var størst, og havde underlagt sig Kijevriget i slutningen 1430 var arealet omkring 930.000 km², hvor ca. 24 % indbyggerne var litauere.
I kølvandet på udvidelsen af Storfyrstendømmet Litauen i midten af 1300-tallet kom "litauer" til at betyde enhver indbygger i Storfyrstendømmet. I 1700-tallet betød litauer (litauisk: Lietuvis, polsk: Litwin) en indbygger i Storfyrstendømmet, uanset om de talte litauisk, polsk eller rusinsk.
I 1493 vurderes den samlede befolkning i Storfyrstendømmet Litauen og Kongeriget Polen til at være ca. 7,5 millioner: 0,5 mio. litauere, 3,25 mio. polakker og 3,75 mio. ruthenere. Med oprettelsen af Den polsk-litauiske realunion i 1569 mistede Storfyrstendømmet Litauen store landområder til Kongeriget Polen og i midten af 1600-tallet udsattes Storfyrstendømmet for store ødelæggelser og afvandring, indbefattet store dele af den litauisk-talende befolkning i Vilnius-området som følge af Sveriges og Det Russiske Kejserriges invasion. Gennem de territoriale tab til Det Russiske Kejserrige i krigen mindskedes den ruthenske befolkning væsentligt. I 1770 var der omkring 4,84 mio. indbyggere på 320.000 km², omkring 1,39 mio. eller 29 % var litauere. I de følgende årtier mindskedes befolkning yderligere gennem opsplitningen af Den polsk-litauiske realunion.
| Anslået indbyggertal i Storfyrstendømmet Litauen |         |                         |                 |                              |
| År                                               | km²     | Indbyggere i alt i mio. | Litauere i mio. | Litauere i % af befolkningen |
| 1260                                             | 200.000 | 0,4                     | 0,27            | 67                           |
| 1340                                             | 350.000 | 0,7                     | 0,37            | 52                           |
| 1430                                             | 930.000 | 2,5                     | 0,59            | 24                           |
| 1490                                             | 850.000 | 3,8                     | 0,55            | 14                           |
| 1522                                             | 485.850 | 2,365                   | 0,7             | 30                           |
| 1568                                             | 570.000 | 2,8                     | 0,825           | 30                           |
| 1770                                             | 320.000 | 4.84                    | 1,39            | 29                           |
| 1791                                             | 250.000 | 2,5                     | 1,4             | 56                           |
| 1793                                             | 132.000 | 1,8                     | 1,35            | 75                           |
| Kilde: 1. 2. 3.                                  |         |                         |                 |                              |
| Noter: 1. 2. 3. 4. 5. 6. 7. 8. 9.                |         |                         |                 |                              |

"Det egentlige Litauen" (litauisk: Didžioji Lietuva), bestående af Vilnius voivodskab (litauisk: rajonas), Trakai voivodskab og Samgotian-området, var et flertal litauisk-talende. Befolkningen i Vilnius og omgivelser var multietnisk, hvor der bl.a. taltes polsk, litauisk, ruthensk, jiddisch, tysk, tatariskk og karaim (et tyrkisk sprog talt af karaite indvandrere). I den sydlige del af Trakai og Vilnius voivodskab boede der en del rusisnsk-talende og i de sydøstligste områder udgjorde de den største sproggruppe. I den sydøstlige del af Storfyrstendømmet var den oprindelige befolkning ruthenere, som talte rusinsk. Udover litauere og ruthenere var Litvaks (litauiske jøder) og Lipka-tatarer (indvandrede tatarer) vigtige etniske grupper i Storfyrstendømmet.

## Sprog
Fra Vytautas tid er de fleste officielle dokumenter på latin og tysk, men senere blev rusinsk det foretrukne administrationssprog som benyttedes i lovtekst, bl.a. i "Litauiske lov", i dokumenter og skrifter og til at korrespondere med østeuropæiske lande. Til at korrespondere med vestlige lande benyttedes latin, tysk og polsk. Fra begyndelsen af 1500-tallet, især efter Michael Glinskis forsøg på at løsrive Kijevriget i 1508, var der ønske om at skifte fra rusinsk til latin. Men rusinsk syntes at være indgroet og var stærkt rodfæstet i uddannelsesvæsenet både i Ruthenien og i det Egentlige Litauen.
Polsk blev i stigende grad brugt i takt med at den polske indflydelse bredte sig efter oprettelsen af Den polsk-litauiske realunion; alligevel skrev justitskansler (polsk: Kanclerz) i Storfyrstendømmet, Leonas Sapiega, i forordet til Litauens tredje forfatning 1588, at indledningen er skrevet i hans eget rusinske sprog. Omvendt er en del af forordet i Mikalojus Daukšas, biskop af Žemaitija, postil fra 1599 skrevet på polsk. Postillen var en anbefaling til borgerne i Storfyrstendømmet, om at tale litauisk. Daukša skammede dem ud for ligegyldighed over for deres modersmål. Han latterliggjorde adelen for at foretrække at tale polsk, når de knapt forstod sproget.
De politiske reformer i 1564-1566 foregik under denne polonisering. Politiske love og strukturer af polsk type blev oprettet: lokale råd af adelsmænd, som valgte kandidater til Seimas, lokale jorddomstole, domstole, og appelret.
I Den polsk-litauiske realunion blev rusinsk ved lov skiftet ud med polsk som administrationssprog i 1697, dog findes der stadig dokumenter på rusinsk fra anden halvdel af 1700-tallet. Selvom litauisk ikke anvendtes som regeringssprog efter storfyrste Vytautas (1392-1430) og konge af Polen Jogaila (1386–1434) menes det, at storfyrste Aleksandras Jogailaitis (1492-1506) kunne forstå og tale litauisk. Den sidste storfyrste Žygimantas Augustas (1548-1569) fastholdt både polsk- og litauisk-talende domstole og ved hans hof taltes begge sprog.
Det er ikke kendt, hvor stor en del af bojarerne (den højeste adel), der talte litauisk. Omkring halvdelen af Storfyrstendømmets adelsfamilier havde litauiske rødder og benyttede de første år litauisk. Litauiske adelsfamilier, der flyttede til slaviske områder, konverterede til den ortodokse kirke, smeltede ind i den lokale kultur og talte rusinsk. Den rusinske adel talte rusinsk. Både den rusinske og den litauiske adel blev stadig mere poloniseret og begyndte at tale polsk. På et tidspunkt talte alle højere lag i det litauiske samfund polsk. I Vilnius blev den sidste gudstjeneste på litauisk afholdt i 1738. I skolerne blev litauisk forstødt og polsk erstattede latin. Litauisk var heller ikke tilladt på Vilnius Universitet.
Žemaitija-området var særligt stillet. På grund af afstanden til Vilnius, havnebyerne og den stærke økonomiske stilling området havde, var der en vis grad af selvstændighed. Penge-økonomien var mere fremherskende og færre var pålagt hoveri. Afstanden til Vilnius og de mindre forskelle i samfundet medførte, at flere fra den lokale adel talte litauisk end adelen omkring hoffet, der var centrum for den intensive sproglige polonisering.
Ifølge en note af Sigismund von Herberstein var der to egne i et hav af russisk sprog i denne del af Europa: Litauen og Žemaitija.
I 1500-tallet, da mange uddannede litauere kom hjem fra studier i bl.a. Italien, boblede det kulturelle liv i Storfyrstendømmet. Tiden er refereret til som "Litauens renæssance". På det tidspunkt dukkede de første håndskrevne og trykte tekster op på litauisk, og arbejdet med at skabe et litauisk skriftsprog indledtes. I spidsen herfor stod litauiske intellektuelle som Abraomas Kulvietis, Stanislovas Rapalionis, Martynas Mažvydas og Mikalojus Daukša. Skriftsproget, der vandt indpas i Litauen, blev ẑemaitisk fra vest-Aukštaitian, tæt på Østersøkysten.

## Militær
På trods af Litauens overvejende fredelige overtagelse af en stor del af sine rusinske besiddelser, kunne Storfyrstendømmet anvende militær styrke, hvis det var nødvendigt, og den litauiske hær var den eneste militærmagt i Østeuropa, som effektivt kunne måle sig med Den Gyldne Horde. Når Den Gyldne Horde forsøgte at forhindre litauisk ekspansion, blev de ofte afvist. I 1333 og 1339 forsvarede litauerne sig mod store mongolske styrkers forsøg på at løsrive Smolensk fra den litauiske indflydelsessfære. Omkring 1355 blev staten Moldova, der havde været vasal under Den Gyldne Horde, dannet. Den Gyldne Horde gjorde meget lidt for at bringe området tilbage under sin kontrol. I 1387 blev Moldova vasal under Polen og i bredere forstand, Litauen. På dette tidspunkt havde Litauen erobret området hele vejen til Dnepr fra Den Gyldne Horde. I et korstog mod mongolerne i 1398 invaderede Litauen det nordlige Krim i alliance med kahn Tokhtamysh og vandt en afgørende sejr. I 1399 angreb Litauen Horden igen, hensigten var at placere Tokhtamysh på Den Gyldne Hordes trone. I slaget ved Vorskla blev den litauiske hær imidlertid knust af Horden og mistede stepperegionen.
Storfyrstendømmets hær bragte en del nyskabelser i militærkunsten til Europa, bl.a. brug af let kavaleri med lette, buede sværd og tungt kavaleri, der brugte lanse og sværd.

## Religion og kultur
Efter dåben i 1252 og kroningen af kong Mindaugas i 1253 blev Litauen anset som kristent indtil 1260, da Mindaugas støttede en opstand i Kurland og, ifølge Den Tyske Orden, afsværgede kristendommen. Indtil 1387 fastholdt store dele af den litauiske adel sin hedenske tro baseret på guddommeliggørelse af naturfænomener. Litauerne var meget tro mod den hedenske gudedyrkelse, som de fastholdt på trods af stærkt pres fra missionærerne og udenlandske magter, bl.a. den Tyske Orden. Indtil 1600-tallet var der levn af den gamle tro som at fodre husånder (litauisk: žaltys) eller at bringe mad til forfædrenes grave.
Befolkningen i vore dages Hviderusland og Ukraine var med de lokale fyrster i spidsen østligt-ortodokse og efter splittelsen af den ortodokse kirke i 1596 græsk-ortodokse. I 1387 konvertede Litauen til katolicismen, mens de fleste rusinske områder forblev ortodokse.
I anden halvdel af 1600-tallet spredtes calvinismen i Litauen, støttet af bl.a. familierne Radziwiłł, Chodkiewicz, Sapieha og Dorohostajski og Litauen blev et vigtigt center for reformationen. I 1580'erne var størstedelen af senatorerne i Litauen calvinister eller socianister.
I 1579 grundlagde Stefan Báthory, konge af Polen og storfyrste af Litauen, Vilnius Universitet, et af de ældste universiteter i Østeuropa. På grund af jesuitternes aktiviteter under Modreformationen udviklede universitetet sig snart til et af de vigtigste videnskabelige og kulturelle centre i regionen og det mest bemærkelsesværdige videnskabelige center i Storfyrstendømmet Litauen. Jeusiternes arbejde samt de litauiske senatsfamilier konvertering vendte strømmen og 1670'erne mistede calvinismen sin tidligere betydning, selvom den stadig havde en vis indflydelse blandt landbefolkningen, som derefter blev udsat for en hårdhændet polonisering.

## Arven
Efter den Den Gyldne Hordes erobring af Rus (et område der svarer til Ukraine), forsøgte mongolerne at holde de østeuropæiske slaver forenet, og det lykkedes at erobre størstedelen af det ruthenske landområde.
Som forsvar mod preussiske stammers angreb på Masovien inviterede fyrst Konrad af Masovien den Tyske Orden til at oprette kvarter nær de preussiske områder. Kampene mellem preusserne og den Tyske Orden gav de øvrige baltiske stammer tid til at forene sig, og på grund af at den fjendtlige Tyske Orden stod både mod vest og nordnordvest, koncentrerede den nydannede litauiske stat de fleste af sine militære og diplomatiske bestræbelser på ekspansion mod sydøst.
Resten af det rusinske land, det hviderussiske fyrstendømme, sluttede sig umiddelbart til Storfyrstendømmet Litauen. Andre områder i Ukraine blev vasaller af Litauen senere.
Nogle historikere, (især russiske), hævder, at en af virkningerne af den litauiske kontrol over dele af Kijevriget var, at der skabtes etniske skel blandt de østeuropæiske slaver. Opdelingen af østeuropæiske slaver under to magter skabte, ifølge disse historikere, væsentlige forskelle, der stadig ses. Det var således den litauiske annektering af store dele af det sydlige og vestlige Ruthenia i 1300-tallet, der førte til den opdeling i Hviderusland, Ukraine og Rusland, vi ser i dag.
Andre historikere slår fast, at den etniske og sproglige splittelse blandt indbyggerne i Ruthenia er ældre end skabelsen af Storfyrstendømmet Litauen og altså ikke et resultat af delingen af området mellem Den Gyldne Horde og Litauen. De anfører, at det enogtyvende århundredes etniske og sproglige grænser mellem hviderussere, ukrainere og russere ikke falder sammen med de politiske grænser fra delingen i 1300-tallet, og at grænserne fra da derfor ikke har afgørende betydning for statsdannelserne i vort århundrede.